# Rhysida monticola
Rhysida monticola är en mångfotingart som först beskrevs av Pocock 1891.  Rhysida monticola ingår i släktet Rhysida och familjen Scolopendridae. Inga underarter finns listade i Catalogue of Life.